# Partenope-Klasse (1786)
Die Partenope-Klasse war eine Klasse von sechs 74-Kanonen-Linienschiffen (Zweidecker) der Marine des Königreich Neapels, die ab 1784 gebaut wurden und bis 1809 in Dienst standen.

## Geschichte
Die Neuausrichtung der Marine des Königreiches Neapel erfolgte ab dem Jahr 1779 durch John Acton. Dessen Flottenplanung sah den Neubau von insgesamt 19 Kriegsschiffen vor: sieben 74-Kanonen-Schiffe, vier Fregatten mit je 32 Kanonen, vier Schebecken zu je 20 Kanonen sowie vier Galeoten. Mit diesen neuen Schiffen sollte sich das süditalienische Königreich besser gegen Angriffe von Korsaren der nordafrikanischen Barbareskenstaaten schützen.
Den zuerst in Frankreich entwickelten 74-Kanonen-Linienschiffen gab man auch in Neapel den Vorzug, weil sie seetüchtiger, handlicher und kostengünstiger waren als die großen und schwerfälligen Dreidecker-Linienschiffe. Die neapolitanischen 74er waren mit die ersten Kriegsschiffe, die auf der neuen Werft in Castellammare di Stabia gebaut wurden. Das erste Schiff, die Partenope, entstand nach Plänen des französischen Schiffbauingenieur Jacques-Noël Sané, die dessen Kollege Imbert nach Neapel brachte. Sowohl Imbert als auch Acton waren zuvor in der Toskana tätig gewesen.
Nach dem Stapellauf der Partenope am 16. August 1786 baute man fünf weitere Dreimaster desselben Typs, nur bei der Bewaffnung gab es kleinere Veränderungen. Von den insgesamt sechs Schiffen konnten nur fünf in die Flotte übernommen werden, weil eines durch einen Brand zerstört wurde. Die Schiffe zeichneten sich im Kampf gegen Korsaren aus, zum Teil auch in den Koalitionskriegen gegen Napoleon Bonaparte. Als dieser Ende 1798 Neapel angreifen und besetzen ließ, gab der englische Commodore Campbell den Befehl die in Neapel befindlichen Schiffe der Marine, und damit drei Schiffe der Partenope-Klasse, in Neapel und Castellammare zu versenken. Sie sollten nicht in die Hände der französischen Revolutionstruppen fallen. Die beiden verbliebenen zogen sich mit den neapolitanischen Bourbonen nach Sizilien zurück und wurden dort einige Jahre später zum Abbruch verkauft.

## Einheiten
| Name      | Bauwerft                                 | Kiellegung         | Stapellauf         | Verbleib (Bemerkungen) |
| --------- | ---------------------------------------- | ------------------ | ------------------ | --- |
| Partenope | Königliche Werft Castellammare di Stabia | 1784               | 16. August 1786    | Operierte 1795 mit der britischen Mittelmeerflotte unter William Hotham von Livorno aus, in der Nacht vom 8. auf den 9. Januar 1799 selbstversenkt, um die Hafeneinfahrt in Castellammare zu blockieren |
| Ruggiero  | Königliche Werft Castellammare di Stabia | September 1786     | 15. September 1788 | vor Fertigstellung 1790 durch Brand zerstört |
| Tancredi  | Königliche Werft Castellammare di Stabia | September 1788     | 3. September 1789  | Nahm unter William Hotham am 14. März 1795 an der Seeschlacht von Genua gegen die Franzosen teil, im Januar 1799 in Neapel selbstversenkt                                                               |
| Guiscardo | Königliche Werft Castellammare di Stabia | 20. September 1789 | 13. Mai 1791       | Im Januar 1799 in Neapel selbstversenkt |
| Samnito   | Königliche Werft Castellammare di Stabia | Mai 1791           | 12. September 1792 | Nahm 1793 an dem Kämpfen um Toulon teil, zog sich Ende 1798 mit neapolitanischen Bourbonen nach Sizilien zurück, in Messina außer Dienst gestellt und 1805 zum Abbruch verkauft                         |
| Archimede | Königliche Werft Castellammare di Stabia | Januar 1793        | 11. September 1795 | Zog sich mit neapolitanischen Bourbonen nach Sizilien zurück, 1809 in Palermo außer Dienst gestellt und 1813 zum Abbruch verkauft                                                                       |

## Technische Beschreibung
Die Klasse war als Batterieschiff mit zwei durchgehenden Geschützdecks konzipiert und hatte eine Länge von 55,68 Metern, eine Breite von 14,40 Metern und einen Tiefgang von 7,36 Metern bei einer Verdrängung von 3000 Tonnen. Sie waren Rahsegler mit drei Masten (Fockmast, Großmast und Kreuzmast). Der Rumpf schloss im Heckbereich mit einem Heckspiegel, in den Galerien integriert waren, die in die seitlich angebrachten Seitengalerien mündeten. Diese waren aus Repräsentationsgründen durch zeitspeziefische Schnitzereien und Bildhauerarbeiten geschmückt. Die Beplankung war kraweel ausgeführt, das heißt, die Enden der Planken stießen stumpf aufeinander, so dass eine glatte Außenfläche entstand.
Die Bewaffnung der Klasse bestand aus 74 Geschützen.
|                  | Unteres Batteriedeck            | Oberes Batteriedeck             | Backdeck                           | Achterdeck                         | Geschütze (Geschossgewicht) |
| ---------------- | ------------------------------- | ------------------------------- | ---------------------------------- | ---------------------------------- | --------------------------- |
| 1786 (Partenope) | 28 × franz. 24-Pfünder-Kanonen  | 30 × franz. 24-Pfünder-Kanonen  | 16 × franz. 18-Pfünder-Karronaden  | 16 × franz. 18-Pfünder-Karronaden  | 74 Geschütze (411 kg)       |
| 1789 (Tancredi)  | 28 × maltes. 24-Pfünder-Kanonen | 30 × maltes. 24-Pfünder-Kanonen | 16 × franz. 18-Pfünder-Karronaden  | 16 × franz. 18-Pfünder-Karronaden  | 74 Geschütze (386 kg)       |
| 1791 (Guiscardo) | 28 × maltes. 24-Pfünder-Kanonen | 30 × maltes. 24-Pfünder-Kanonen | 16 × maltes. 24-Pfünder-Karronaden | 16 × maltes. 24-Pfünder-Karronaden | 74 Geschütze (403 kg)       |
| 1791 (Samnito)   | 28 × ital. 24-Pfünder-Kanonen   | 30 × ital. 24-Pfünder-Kanonen   | 16 × ital. 18-Pfünder-Karronaden   | 16 × ital. 18-Pfünder-Karronaden   | 74 Geschütze (381 kg)       |
| 1795 (Archimede) | 28 × maltes. 24-Pfünder-Kanonen | 30 × maltes. 24-Pfünder-Kanonen | 16 × maltes. 24-Pfünder-Karronaden | 16 × maltes. 24-Pfünder-Karronaden | 74 Geschütze (403 kg)       |

## Besatzung
Die Besatzung hatte eine Stärke von 720 Mann (Offiziere und Unteroffiziere bzw. Mannschaften).